# Kerry Beagle
Der Kerry Beagle ist eine nicht von der FCI anerkannte irische Hunderasse, die allerdings auf nationaler Ebene durch den Irish Kennel Club anerkannt ist.

## Herkunft und Geschichtliches
Der Kerry Beagle ist möglicherweise zusammen mit dem Irischen Wolfshund die älteste Hunderasse Irlands. Vermutlich stammt dieser Hund von südirischen Hirschhunden ab, wurde aber in der Meute auf Niederwild, wie Hasen, eingesetzt. Mit Auswanderern gelangte er in die USA, wo er zur Zucht von den dortigen Laufhunden beitrug, z. B. den American Foxhound und Black and Tan Coonhound. Der Name „Beagle“ ist insofern irreführend, als damit sonst wesentlich kleinere Hunde (die Beagles) bezeichnet werden. Deshalb wird die Rasse in Irland in neuerer Zeit als Pocadan bezeichnet.

## Beschreibung
Der Kerry Beagle wird bis zu 66 cm groß und 27 kg schwer. Er hat kurzes, straff anliegendes Haar und kommt in den Farben Loh-weiß, blau-weiß, schwarz-loh und dreifarbig vor. Seine Ohren sind hängend und mittelgroß.

## Verwendung

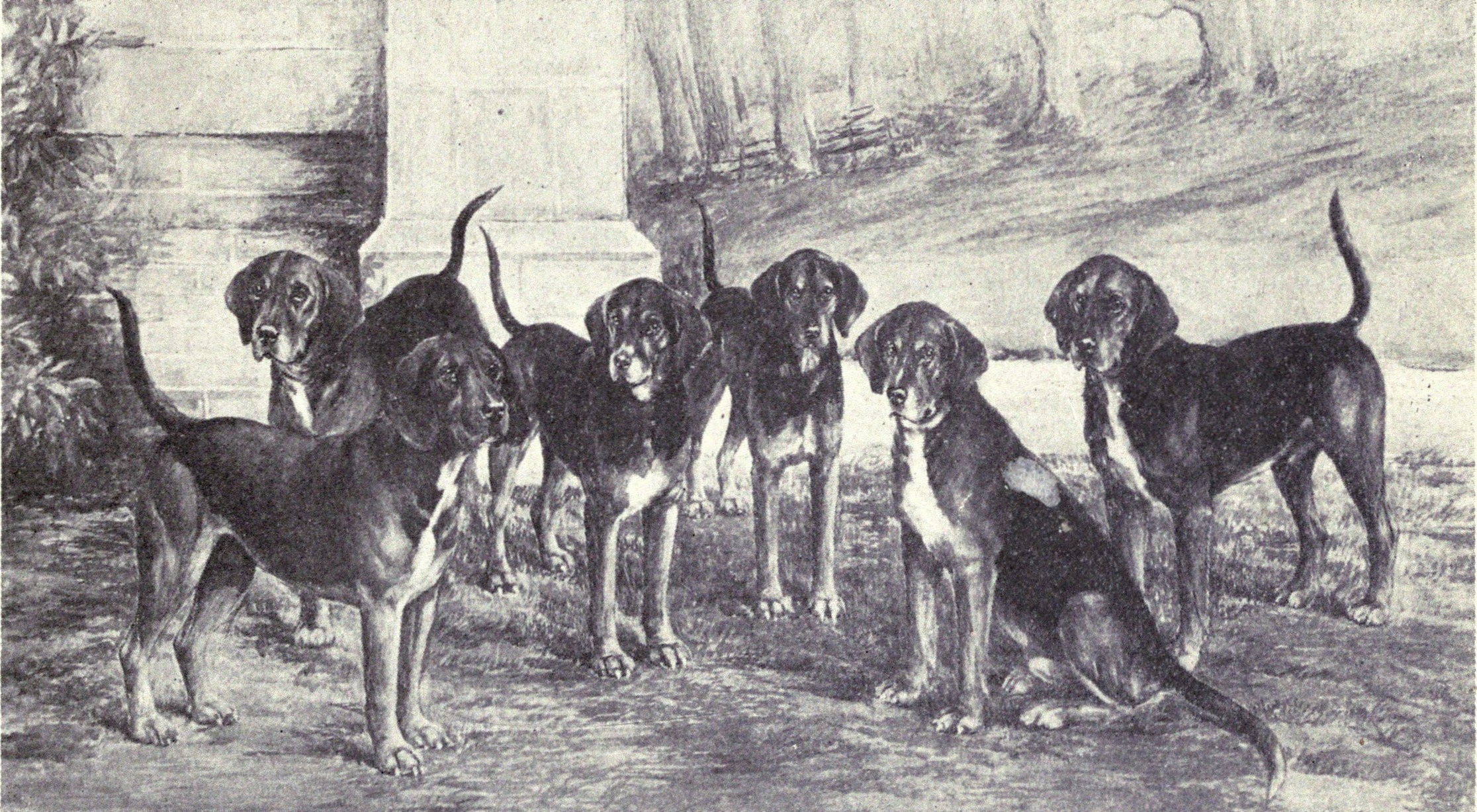
Teil einer Meute um 1915

Der Kerry Beagle wird bis heute in Irland als Jagdhund eingesetzt.